# Viaduc des Pourrhis
Le viaduc des Pourrhis (ou de Sieurnes), a été construit par Louis Harel de la Noë pour les chemins de fer des Côtes-du-Nord. Situé à Étables-sur-Mer. Il fut utilisé par la ligne de Saint-Brieuc à Plouha.
Ses caractéristiques principales sont : 
- Nombre d'arches : 10 arches ;
- Longueur totale : 91,8 m ;
- Hauteur : 16,9 m.

Doté de garde-corps, son utilisation est ouverte aux randonneurs.